# Long Course Weekend Belgium
Long Course Weekend Belgium is een multisportevenement dat zijn oorsprong kent in Wales. Atleten kunnen gedurende 3 dagen kiezen uit drie sporten (zwemmen, fietsen en hardlopen) en verschillende afstanden om hun eigen individuele weekendparcours samen te stellen op basis van hun mogelijkheden.
Het Long Course Weekend-concept werd voor het eerst gehouden in 2010 in Wales. In 2021 werd het concept geïntroduceerd in België met Nieuwpoort als gaststad.

## Evenementen
Long Course Weekend Belgium biedt deelnemers de mogelijkheid om deel te nemen aan drie verschillende sporten - zwemmen, fietsen en hardlopen - en stelt hen in staat om te kiezen tussen deelname aan één enkele discipline of een combinatie van twee of drie disciplines.
The Nieuwpoort SwimDe zwemwedstrijd vindt plaats in de binnenhaven van Nieuwpoort. Deelnemers kunnen kiezen uit 2 verschillende afstanden: 1,9 km en 3,8 km.
Cycle Flanders FieldsDe wielertoertocht die de deelnemers meeneemt langs de rijke geschiedenis van de Wereldoorlogen met vele monumenten en begraafplaatsen. Deelnemers kunnen kiezen uit drie verschillende afstanden: 45 km, 90 km en 180 km.
The Nieuwpoort MarathonDe hardloopwedstrijd vindt plaats in en rond Nieuwpoort. Deelnemers kunnen kiezen uit drie verschillende afstanden: 5 km, 10 km, halve marathon en marathon. Er is ook een kidsrun.
Combinatie-evenementenDeelnemers hebben ook de mogelijkheid om deel te nemen aan combinatie-evenementen, zoals de Full Long Course (3,8 km zwemmen, 180 km fietsen en 42 km hardlopen), de Half Long Course (1,9 km zwemmen, 90 km fietsen en 21 km hardlopen) of een samenstelling naar keuze. Zo kunnen deelnemers een volledige of halve triatlon afleggen, verspreidt over 3 dagen.

## Uitslagen en edities[2]

### Full Long Course Weekend
| Editie | Jaar | Winnaar Mannen  | Winnaar Vrouwen      |
| ------ | ---- | --------------- | -------------------- |
| 4      | 2024 | Glenn Velle     | Jill Cliff           |
| 3      | 2023 | Pamphiel Pareyn | Marie-Claire Willems |
| 2      | 2022 | Pamphiel Pareyn | Marie-Claire Willems |
| 1      | 2021 | Pamphiel Pareyn | Geen winnaar         |

### Half Long Course Weekend
| Editie | Jaar | Winnaar Mannen   | Winnaar Vrouwen  |
| ------ | ---- | ---------------- | ---------------- |
| 4      | 2024 | Jasper Sodermans | Lieselotte Feys  |
| 3      | 2023 | Thijs Batavia    | Lauranne Pauwels |
| 2      | 2022 | Dries Schouppe   | Lieselotte Feys  |
| 1      | 2021 | Andreas Erdrich  | Jana Lehmann     |